# Sabine Offermann
Sabine Offermann (Colònia, 29 de novembre de 1894 - després de 1941) va ser una soprano alemanya.
Va rebre la seva formació de cant a Berlín i va debutar el 1921 en un concert a Colònia. El 1925 va participar en el Stadttheater de Münster, de 1926 a 1928 va cantar a l'Òpera de Chemnitz. De 1928 a 1930 va estar a l'Òpera de Düsseldorf i de 1930 a 1933 a l'Òpera Estatal de Baviera de Múnic. De 1933 a 1936 era a l'Òpera Estatal d'Hamburg. De 1936 a 1937 va cantar com una primera soprano al Teatre de l'Estat a Wiesbaden i 1937 a 1938 a l'Òpera del Poble de Berlín. Com a convidada va estar a l'Òpera Estatal de Dresden (1927) i de l'Òpera de Montecarlo, a París el 1931 i a Bucarest el 1934. Més endavant, Offermann va viure a Wiesbaden. No hi ha gravacions en què es pugui escoltar la seva veu.
La Temporada 1931-1932 va cantar al Gran Teatre del Liceu de Barcelona.
El seu domicili a Berlín-Charlottenburg està documentat per última vegada a la llibreta d'adreces de Berlín de 1942 (a finals de 1941).